# 역순 구성
역순 구성(逆順構成, Reverse Chronology)은 문서 또는 이야기 등을 시간의 반대 순서로 구성하는 것이다. 영화를 예로 들었을 때, 일반 영화가 "가-나-다-라"와 같은 식으로 극이 전개된다면, 역순 구성의 영화는 "라-다-나-가"로 전개된다. 이때 역순 구성의 영화들은 대부분 전개 과정에서 플래시백을 사용한다.

## 적용 예시

### 문학
- 《크리스토퍼 홈》(Christopher Homm), C. H. Sisson의 소설, 1965년 작.[5]
- 《과거로 안녕》(Goodbye to the Past), W. R. Burnett의 소설, 1934년 작.[6]

### 영화
- 《돌이킬 수 없는》(Irréversible), 가스파 노에 감독의 영화, 2002년 작.[7][8]
- 《메멘토》(Memento), 크리스토퍼 놀런 감독의 영화, 2000년 작.[9][10]
- 《박하사탕》, 이창동 감독의 영화, 1999년 작.[11][12]

## 같이 보기
- 역행 카논(Retrograde Canon)